# Tropidozineus quadricristatus
Tropidozineus quadricristatus là một loài bọ cánh cứng trong họ Cerambycidae.